# Kenneth R. Cranford
Kenneth Rylance Cranford, nacido el 14 de marzo de 1857 en Brooklyn y fallecido el 17 de junio de 1936 en Tomkins Cove, un poblado en el Condado de Rockland, (estado de Nueva York), fue un pintor impresionista estadounidense.

## Datos biográficos
Kenneth R. Cranford nació en 1857 siendo su padre John Pickavant Cranford, originario de la provincia de Terranova-y-Labrador en Canadá y su madre, Jane S. Cranford (nacida Noyes) de  Dorchester en  el condado de Suffolk (Massachusetts). Tuvo siete hermanos.
Cranford tuvo amistad con Dennis Miller Bunker y Charles Adams Platt, quienes se vinculan cuando estudiaban pintura en la National Academy of Design y en la liga de  Estudiantes de Arte de Nueva York donde recibieron cursos de pintura de William Merritt Chase. Se volvieron a encontrar en París en 1882 donde siguieron cursos de arte en la Escuela de las Bellas Artes. Cranford fue también alumno de Jean-Léon Gérôme y se interesó por la corriente impresionista.
Kenneth R. Cranford y Dennis Miller Bunquer pasaron los veranos juntos de 1883 y 1884 en la región francesa de Bretaña, en La Cruz-Santa-Ouen. y en Larmor-Playa.  Cranford también pintó retratos. Expusieron conjuntamente en los Salones parisiensesde la  época. Dennis Miller Búnquer pintó un retrato de Cranford y uno de Platt en 1884. De regreso en los  Estados Unidos en 1885, Cranford expuso en la  Pennsylvania Academy of Fines Arts y fue miembro activo del centro artístico Saimagundi Club de  Greenwich Village. El final de su vida, (durante la depresión económica), parece poco documentado; el Brooklyn Daily Eagle,  anunció no obstante su muerte en junio de 1936. Descansa en el cementerio de Green-Wood de Brooklyn, Nueva York.

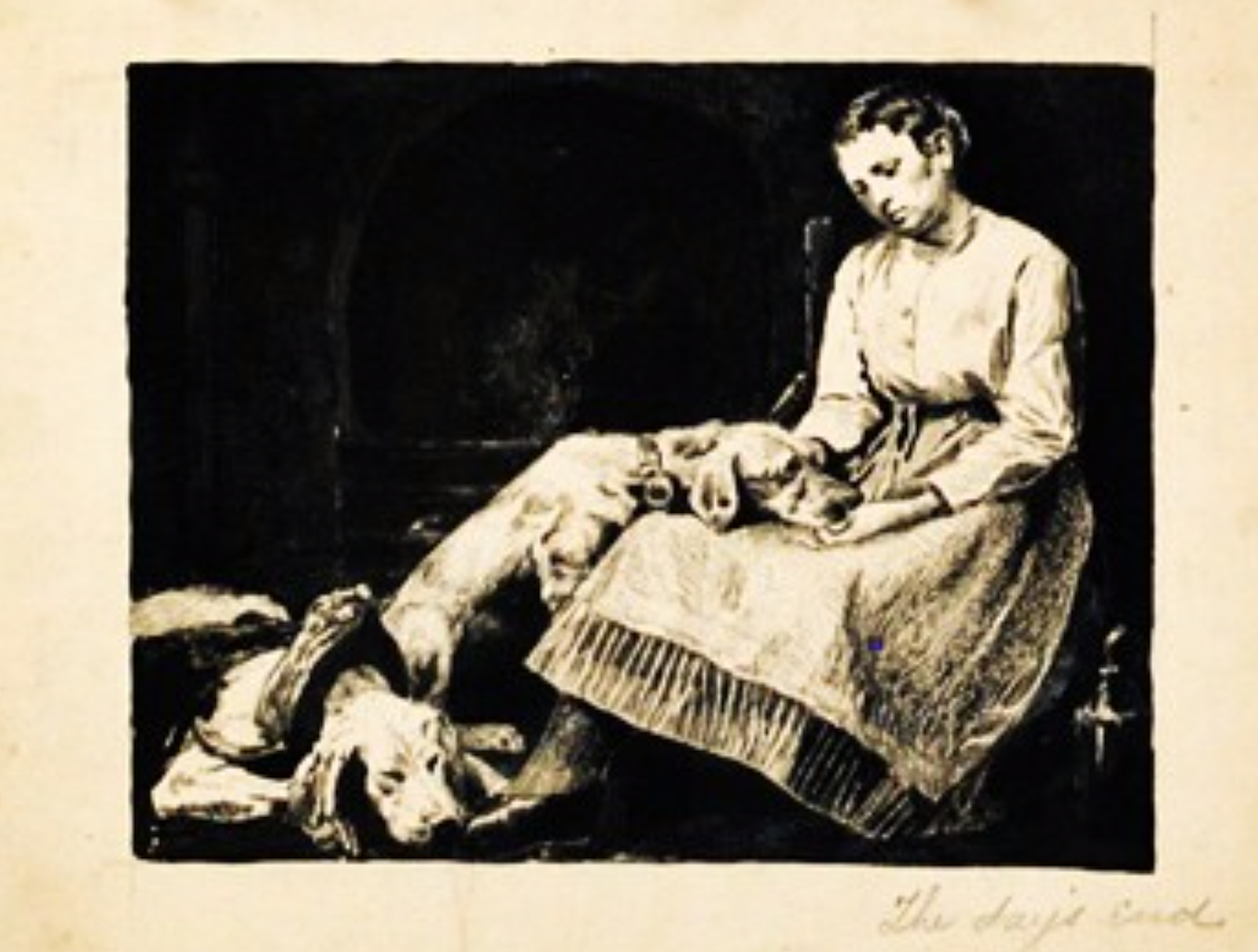
The day's end, tinta sobre papel.
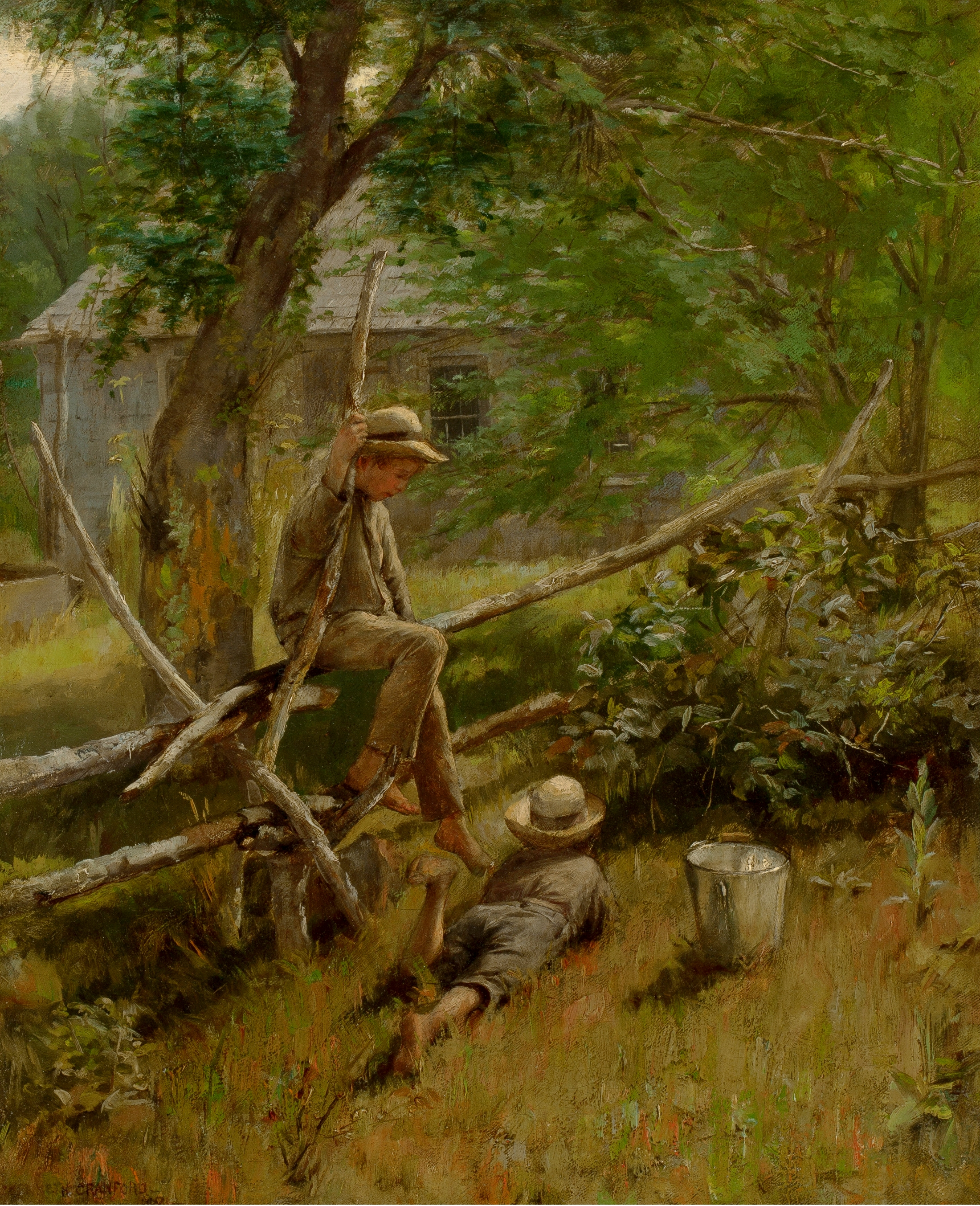
Two boys, aceite sobre tela, 1881.
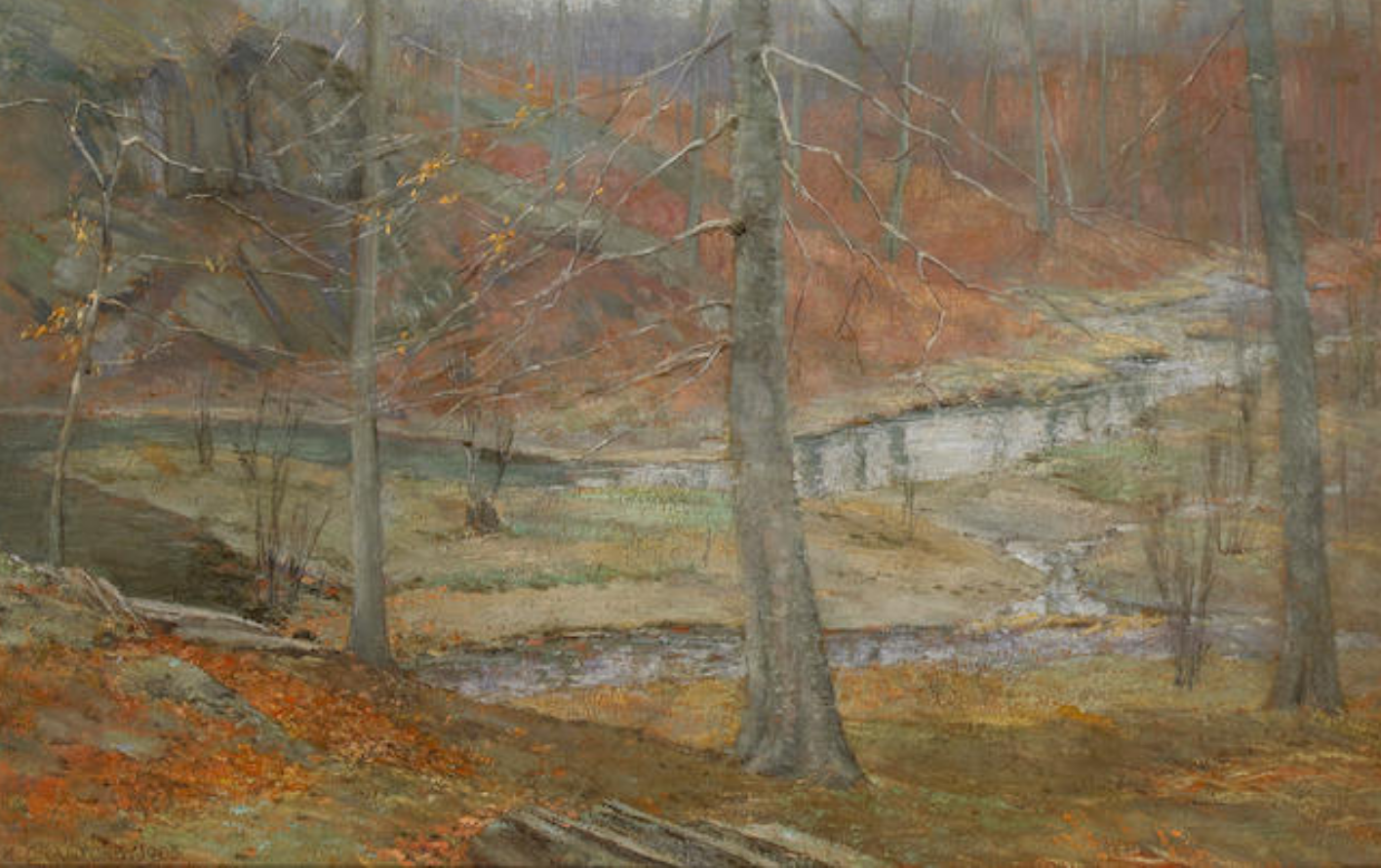
Arroyo en el bosque, 1903.

## Exposiciones
- Salón de 1884, expone La hora del trabajo (no )  y un retrato (no 624),[Anota 1],.[3][10]
- En 1885, expone The Companions (no , 31 x 42 inches), Near The Breton Coast (no ) y Farm House in Brittany (no ) a la Academia estadounidense de dibujo, se encuentra también You Can’t Have this pup (n°573), Cannes (no 409) y Barn yard (no 376) ,.[11][12]